# Úplav

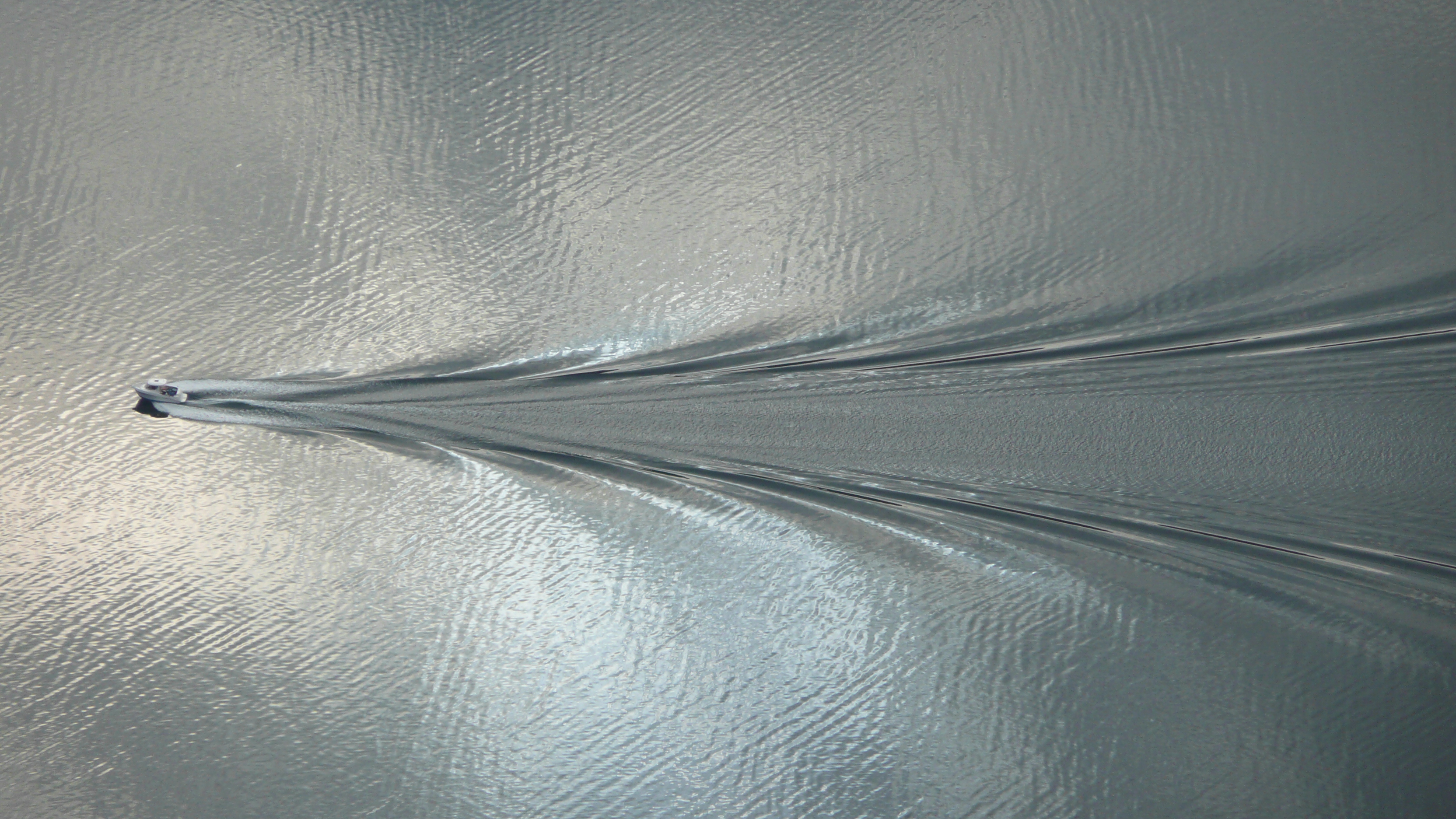
Úplav za lodí

Úplav je oblast zvířeného proudění za překážkou v médiu, přičemž překážka a médium se vzájemně pohybují. V úplavu se lineární proudění média mění na turbulentní. Pojem se užívá pro tekutá média – kapaliny a plyny, (popisuje například místo na řece, kde je proud odstíněn překážkou a kde vzniká protiproud a víry, nebo pro brázdu za lodí, typicky pro oblast turbulencí za letícím letadlem).